# Подлысье
Подлысье — деревня в Краснобаковском районе Нижегородской области. Входит в состав Чащихинского сельсовета.

## География
Деревня находится в зоне хвойно-широколиственных лесов, на правом берегу реки Ветлуга.

### Часовой пояс
Деревня Подлысье, как и вся Нижегородская область, находится в часовой зоне МСК (московское время). Смещение применяемого времени относительно UTC составляет +3:00.

## Население
| 2002 | 2010 |
| ---- | ---- |
| 15   | ↘8   |